# Maurice Smethurst Evans
Maurice Smethurst Evans (* 30. Juli 1854 in Manchester; † 9. April 1920 in Durban) war ein südafrikanischer Politiker, Autor und Amateur-Botaniker. Sein offizielles botanisches Autorenkürzel lautet „M.S.Evans“.

## Leben

### Familie und Herkunft
Maurice Smethurst Evans wurde als ältester Sohn von Edward Huddlestone Evans im englischen Manchester geboren. 1875 kam er als Geschäftsmann nach Natal und ließ sich in Durban nieder. 1886 heiratete er Elizabeth Fairweather Murray aus Edinburgh.

### Botaniker
Evans interessierte sich für Botanik und veröffentlichte unter anderem mehrere Artikel in Nature (1876, 1878, 1895) über in Natal vorkommende Pflanzen und deren Befruchtung. 1878 wurde er Mitglied der neu gegründeten Natal Microscopical Society und gehörte ab 1885 dem Komitee des geplanten Durban Natural History Museum an. 
1894 unternahm Evans eine Expedition zur Erforschung ehemals von San bewohnter Höhlen in den Drakensbergen im Quellgebiet des Boesmans River. Dabei sammelte er auch Pflanzen, viele davon noch unbeschrieben. Insgesamt spendete er bis 1897 ca. 800 aus Natal und Zululand stammende Exemplare an das Natal Herbarium. Auf Evans Anregung hin publizierte John Medley Wood, Leiter des Herbariums, von 1899 bis 1912 die sechsteilige Reihe Natal Plants. Evans war als Co-Autor am ersten Band beteiligt und stellte die Finanzierung sicher.
Evans gehörte wissenschaftlichen Organisationen Südafrikas wie der South African Philosophical Society, der Royal Society of South Africa und der South African Biological Society an. Zudem war er Fellow der Zoological Society of London und der Royal Geographical Society.

### Politiker
Evans wurde 1897 in die Legislative Assembly (gesetzgebende Versammlung) von Natal gewählt. 1897/1898 saß er im Stadtrat von Durban und 1906 zog er für Durban in das Parlament ein. Schwerpunkt seiner politischen Interessen waren die indigenen Einwohner der Kolonie Natal und die Beziehungen zwischen den verschiedenen südafrikanischen Bevölkerungsgruppen. Er spielte eine wichtige Rolle bei der Etablierung der Rassentrennungspolitik in Südafrika.

## Ehrungen
1902 wurde Evans zum Companion des Order of St Michael and St George (CMG) ernannt.
Ihm zu Ehren wurden die Pflanzenarten Kniphofia evansii, Sebaea evansii und Senecio evansii benannt.

## Veröffentlichungen (Auswahl)
- The Native Problem in Natal. Verlag P. Davis, Durban 1906.
- Black and White in South East Africa. A Study in Sociology. Longmans, Green and Co., London 1911.
- Black and White in the Southern States. A Study of the Race Problem in the United States from a South African Point of View. Longmans, Green and Co., London 1915.